# Salthouse
Salthouse is een civil parish in het bestuurlijke gebied North Norfolk, in het Engelse graafschap Norfolk met 201  inwoners.